# Liste des opérations de l'OTAN
Bien que l'Organisation du traité de l'Atlantique nord (Otan) ait existé tout au long de la guerre froide face au Pacte de Varsovie et ait mené des exercices militaires conjoints, aucune opération militaire n'a eu lieu sur cette période. Ces opérations se sont produites après la guerre froide, lorsque l'influence de l'Otan dans l'après-guerre froide a pris de l'importance en Bosnie, où l'Otan a graduellement intensifié ses efforts pour mettre fin aux troubles. Ces opérations ont été affirmées lors de la première campagne aérienne de l'Otan en 1995, qui visait l'armée de la République serbe, dont la présence en Bosnie représentait un danger pour les « zones de sécurité » des Nations unies et finalement les bombardements effectués ont contribué aux accords de Dayton.
L'organisation a joué un rôle prépondérant en Afghanistan après les attentats du 11 septembre 2001 aux États-Unis, invoquant l'article 5 du Traité de l'Atlantique nord, qui considérait les attaques comme une attaque externe contre tous les membres de l'Otan sous l'angle de la défense collective.
L'Otan a en outre participé à un large éventail de rôles, y compris l'effort de secours, la lutte contre la piraterie, l'application de zones d'exclusion aérienne et le blocus naval.

## Bosnie (1992-2004)
L’OTAN occupe une place importante en Bosnie au début des années 1990 et son rôle s’est progressivement élargi. L’opération Sky Monitor s’est transformée en opération Deny Flight, qui a permis à l’alliance de prendre « toutes les mesures nécessaires » pour imposer une zone d'exclusion aérienne plus stricte. Au cours de cette surveillance, la zone d'exclusion aérienne a été violée plus de cinq cents fois.
Quarante-six ans après la création de l'OTAN en 1949, la coalition de l'opération Deliberate Force ciblait l'armée de la République serbe en Bosnie, dont la présence constituait un danger pour les « zones de sécurité » désignées des Nations unies. La campagne aérienne a contribué à la réalisation des accords de Dayton.
| Dates début / fin       | Opération             | Lieu                                      | Type                      | Détails |
| ----------------------- | --------------------- | ----------------------------------------- | ------------------------- | --- |
| 16-07-1992 / 22-11-1992 | Maritime Monitor (en) | Eaux internationales de Serbie            | Blocus naval              | Le blocus naval vise à faire appliquer les sanctions stipulées dans les résolutions 713 et 757 du Conseil de sécurité des Nations unies. |
| 16-10-1992 / 12-04-1993 | Sky Monitor (en)      | Espace aérien bosniaque                   | Zone d'exclusion aérienne | La résolution 781 établit une zone d'exclusion aérienne de l'espace aérien de Bosnie-Herzégovine. L'efficacité de la zone d'exclusion aérienne est discutable car, au 12 avril 1993, 500 violations (de tout bord) de la zone d'exclusion aérienne ont été enregistrées. Les membres de l'OTAN votent en faveur d'une résolution « toutes mesures nécessaires » de la part des Nations unies pour permettre à l'OTAN d'appliquer plus strictement la zone d'exclusion aérienne. |
| 22-11-1992 / 15-06-1993 | Maritime Guard (en)   | Eaux internationales de la mer Adriatique | Blocus naval              | La résolution 787 autorise l'OTAN à utiliser la force et à arrêter, inspecter et détourner des navires à destination de l'ex-Yougoslavie. Tous les navires à destination ou en provenance des eaux territoriales de l'ex-Yougoslavie sont arrêtés pour inspection et vérification de leurs cargaisons et destinations. |
| 13-04-1993 / 20-12-1995 | Deny Flight           | Espace aérien bosniaque                   | Zone d'exclusion aérienne | La résolution 816 étend l'interdiction de vol à tous les aéronefs à voilure fixe et à voilure tournante dans le pays et prend toutes les mesures nécessaires pour assurer le respect de l'interdiction. La résolution 836 autorise la Forpronu à recourir à la force pour protéger les «zones de sécurité» des Nations unies spécialement désignées. |
| 15-06-1993 / 02-10-1996 | Sharp Guard           | Yougoslavie                               | Blocus naval              | Blocus naval généralisé visant toute l'ex-Yougoslavie. |
| 30-08-1995 / 20-09-1995 | Deliberate Force      | Bosnie-Herzégovine                        | Campagne aérienne         | Avec environ 400 avions, l’alliance cible l'armée de la république serbe dont la présence en Bosnie constitue un danger pour les « zones de sécurité » des Nations unies. |
| 20-12-1995 / 20-12-1996 | Joint Endeavour       | Bosnie-Herzégovine                        | Maintien de la paix       | Une force de maintien de la paix dirigée par l'OTAN (IFOR) est créée, chargée de faire respecter la paix dans le cadre des accords de Dayton. |
| 21-12-1996 / 19-06-1998 | Joint Guard           | Bosnie-Herzégovine                        | Maintien de la paix       | La force de maintien de la paix de la Force de stabilisation (SFOR) dirigée par l'OTAN remplace l'IFOR, une force chargée de faire respecter la paix dans le cadre des accords de Dayton. |
| 20-06-1998 / 02-12-2004 | Joint Forge           | Bosnie-Herzégovine                        | Maintien de la paix       | Prend la suite de l'opération Joint Guard. |

## Serbie et Kosovo (de 1992 à aujourd’hui)
| Date début   | Date fin     | Opération    | Lieu             | Type                | Détails |
| ------------ | ------------ | ------------ | ---------------- | ------------------- | --- |
| 24 mars 1999 | 10 juin 1999 | Allied Force | Kosovo et Serbie | Campagne aérienne   | Campagne aérienne soutenue visant les infrastructures militaires en Serbie et les forces serbes au Kosovo dans le but inavoué de faire « sortir les Serbes (du Kosovo), venir les soldats de la paix, revenir les réfugiés » aux yeux d'un porte-parole de l'Otan. L'attaque dure près de trois mois, avant que toutes les parties acceptent le traité de Kumanovo qui met fin à la guerre du Kosovo et au déploiement de la KFor. La légitimité de la campagne aérienne de l'Otan a été mise en doute, tout comme le nombre de victimes civiles de l'opération. |
| 12 juin 1999 | En cours     | KFor         | Kosovo           | Maintien de la paix | Force internationale de maintien de la paix au Kosovo (KFor) dirigée par l'Otan et chargée d'établir un environnement sûr au Kosovo pour faire appliquer la [[Résolution 1244 du Conseil de sécurité des Nations unies\|résolution 1244]]. |

## Depuis 2001
| Date début       | Date fin         | Opération                                              | Lieu                                  | Type                                             | Détails |
| ---------------- | ---------------- | ------------------------------------------------------ | ------------------------------------- | ------------------------------------------------ | --- |
| 20 décembre 2001 | 28 décembre 2014 | International Security Assistance Force (Isaf ou Fias) | Afghanistan                           | Mission de sécurité                              | À la suite des attentats du 11 septembre 2001, les États-Unis, membres de l'Otan, invoquent l'article 5 du Traité de l'Atlantique nord. C'est la seule fois depuis la création de l'Otan qu'une attaque d'un groupe ou d'un État externe est considérée comme une attaque contre tous les membres de l'Otan. Le 20 décembre 2001, la résolution 1386 du Conseil de sécurité des Nations unies approuve à l'unanimité la Force internationale d'assistance à la sécurité, une coalition multinationale dirigée par l'Otan visant à faire respecter la paix en Afghanistan. La Fias cesse ses opérations de combat en 2014, avec une minorité de troupes restant sous le mandat de la mission consultative Resolute Support. |
| 8 octobre 2005   | 9 février 2006   | Pakistan Earthquake Relief                             | Pakistan                              | Assistance                                       | L’Otan assume une nouvelle responsabilité dans l'après-guerre froide en fournissant une aide à la suite du tremblement de terre du Cachemire au Pakistan en 2005. L’Otan accepte une demande d’aide du gouvernement pakistanais et fournit 3 500 tonnes de matériel de secours au Pakistan, le tout accompagné d’équipes médicales et d’ingénieurs. |
| 17 août 2009     | 15 décembre 2016 | Ocean Shield ( Résolutions 1838 et 1950)               | Mer Rouge, golfe d'Aden, océan Indien | Contre-piraterie (Piraterie en Somalie)          | En octobre 2008, l'Otan annonce qu'elle enverrait des navires de guerre de l'Otan pour contrer le problème croissant de la piraterie au large des côtes africaines. En août 2009, la mission est renforcée pour devenir l'opération Ocean Shield, un effort concerté pour éradiquer la piraterie. |
| 27 mars 2011     | 31 octobre 2011  | Unified Protector                                      | Libye                                 | Zone d'exclusion aérienne, campagne aérienne     | Le printemps arabe s'est propagé à la Libye en mars 2011 avec une opposition à Mouammar Kadhafi. Selon les rumeurs, les pilotes de l'armée de l'air libyenne auraient reçu l'ordre de bombarder les manifestants, ordre que deux pilotes refusent d'exécuter et font défection en se posant à Malte. La résolution 1973 du conseil de sécurité de l'ONU confie à l'Otan le mandat de faire respecter une zone d'exclusion aérienne et accorde « toutes les mesures nécessaires » pour protéger les civils. |
| 26 janvier 2013  | 26 janvier 2015  | Active Fence (en)                                      | Turquie                               | Défense anti-missiles                            | La Turquie ayant demandé l'aide de l'Otan pour se protéger des missiles syriens, l'Otan accepte d'installer le système MIM-104 Patriot des États-Unis, des Pays-Bas et de l'Allemagne. |
| 1er janvier 2015 | Août 2021        | Resolute Support                                       | Afghanistan                           | Mission de formation, de conseil et d'assistance | L'objectif est de fournir une formation, des conseils et une assistance aux forces de sécurité et aux institutions afghanes. La mission d'appui de Resolute support prévoit le déploiement d'environ 12 000 membres du personnel de l'Otan et des pays partenaires en Afghanistan, avec pour plate-forme centrale Kaboul et l'aérodrome de Begrâm. |

## Galerie d’images

Quelques opération de l’Otan
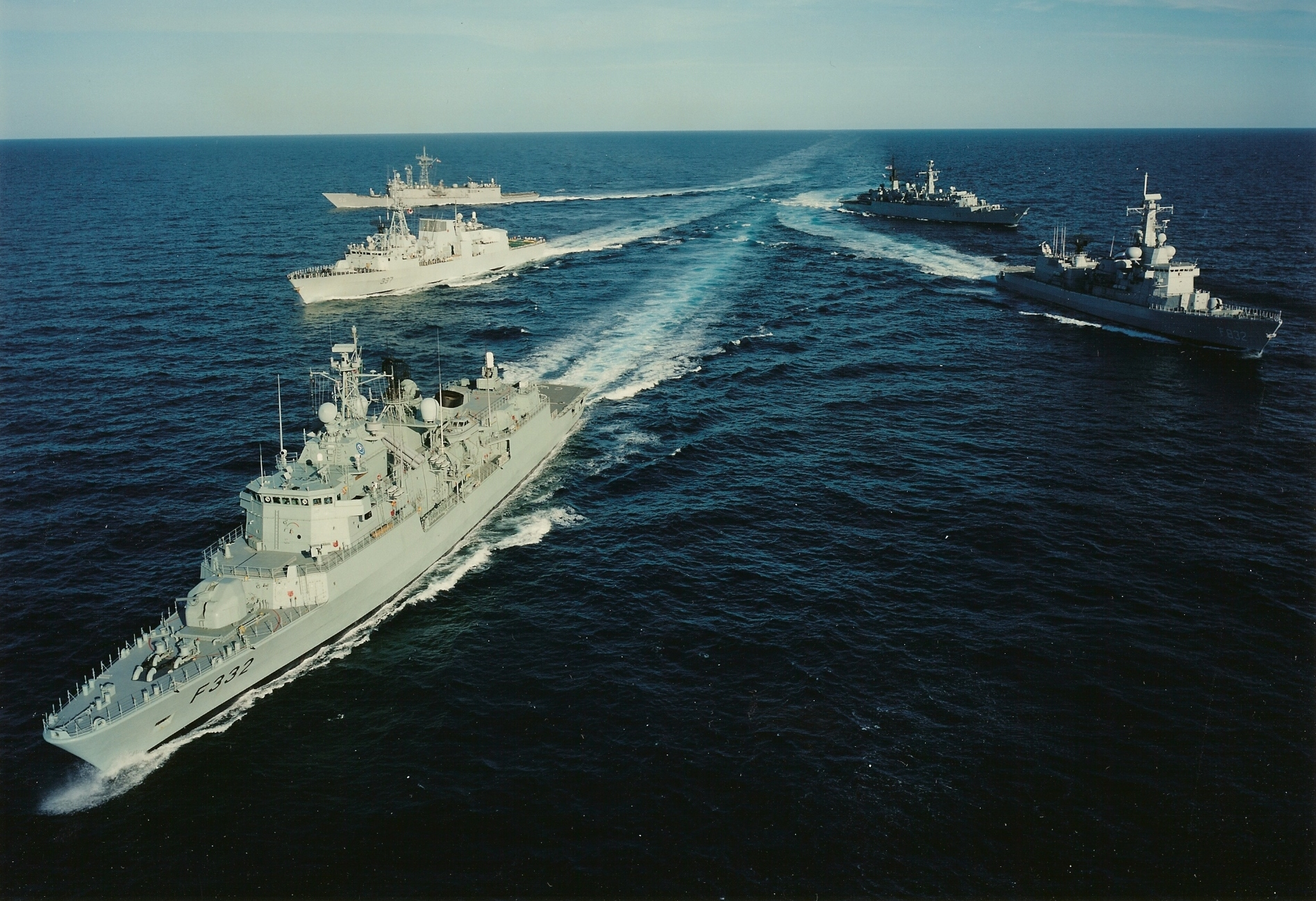
Navires de l'Otan en mer Adriatique durant l’opération Sharp Guard, mars 1995.
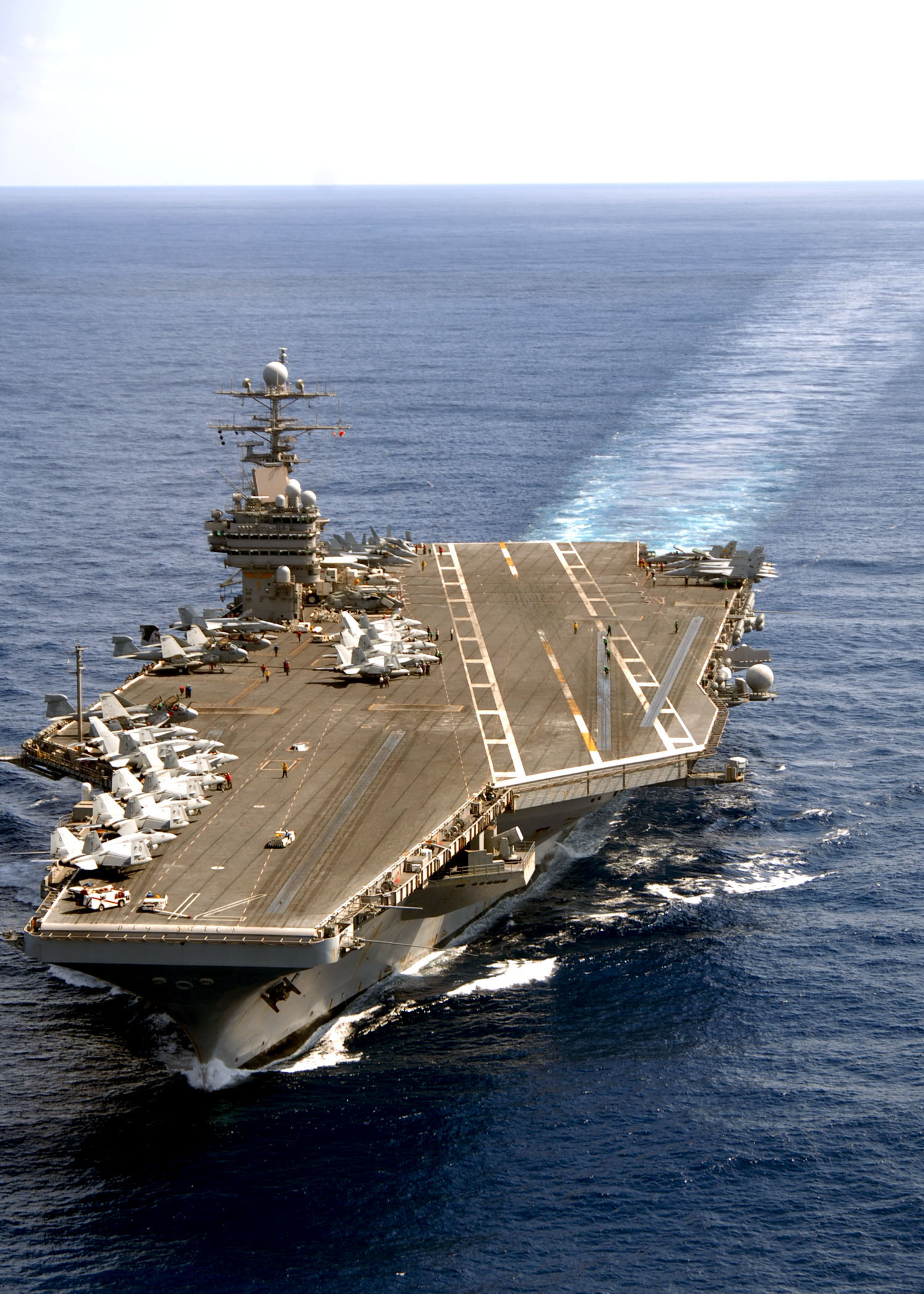
L'USS Theodore Roosevelt participant à Maritime Guard (en), mars 2008.
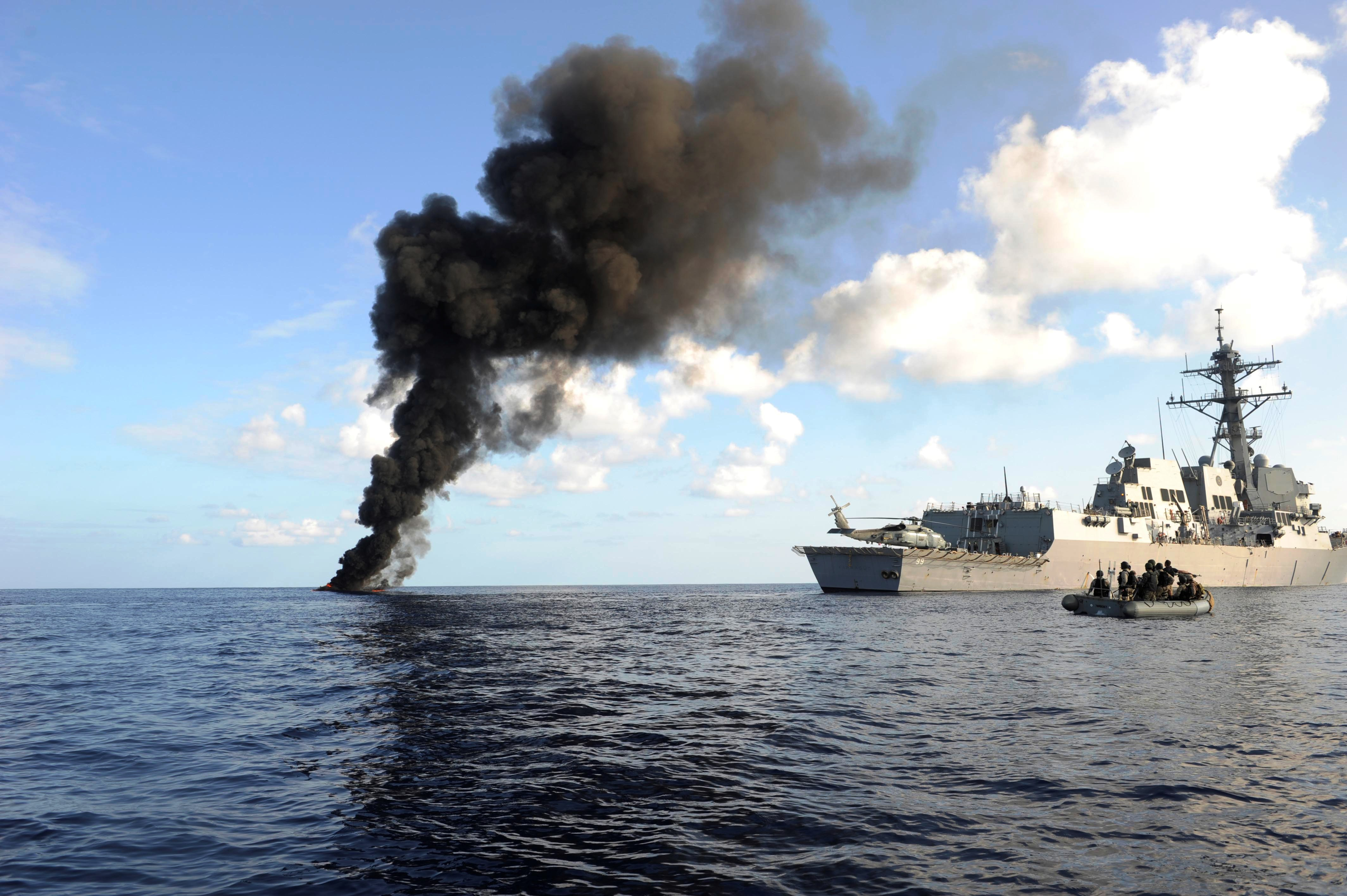
L'Otan s'est impliquée dans le problème croissant de la piraterie au large des côtes de l'Afrique avec l'opération Ocean Shield, mars 2010.
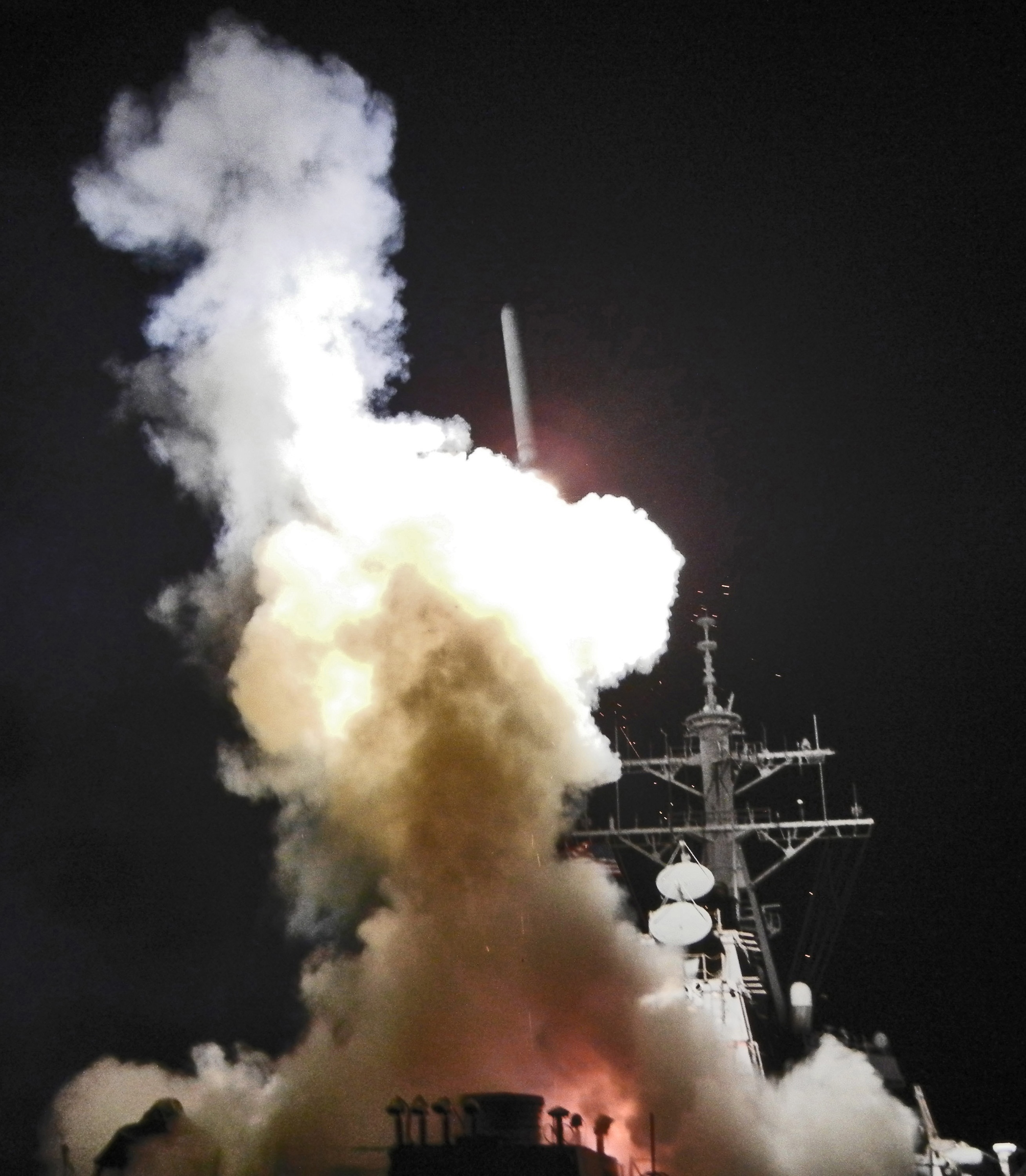
Lancement de missiles Tomahawk durant la première nuit d'engagement en Libye, mars 2011.